# Municipio de Round Prairie (Minnesota)
El municipio de Round Prairie (en inglés: Round Prairie Township) es un municipio ubicado en el condado de Todd en el estado estadounidense de Minnesota. En el año 2010 tenía una población de 706 habitantes y una densidad poblacional de 7,56 personas por km².El municipio tenía 714 en el censo de 2020.

## Geografía
El municipio de Round Prairie se encuentra ubicado en las coordenadas 45°53′18″N 94°49′22″O / 45.88833, -94.82278. Según la Oficina del Censo de los Estados Unidos, el municipio tiene una superficie total de 93.44 km², de la cual 91,02 km² corresponden a tierra firme y (2,59 %) 2,42 km² es agua.

## Demografía
Según el censo de 2010, había 706 personas residiendo en el municipio de Round Prairie. La densidad de población era de 7,56 hab./km². De los 706 habitantes, el municipio de Round Prairie estaba compuesto por el 98,3 % blancos, el 0,14 % eran asiáticos y el 1,56 % eran de una mezcla de razas. Del total de la población el 0,57 % eran hispanos o latinos de cualquier raza.